# シャクシューカ

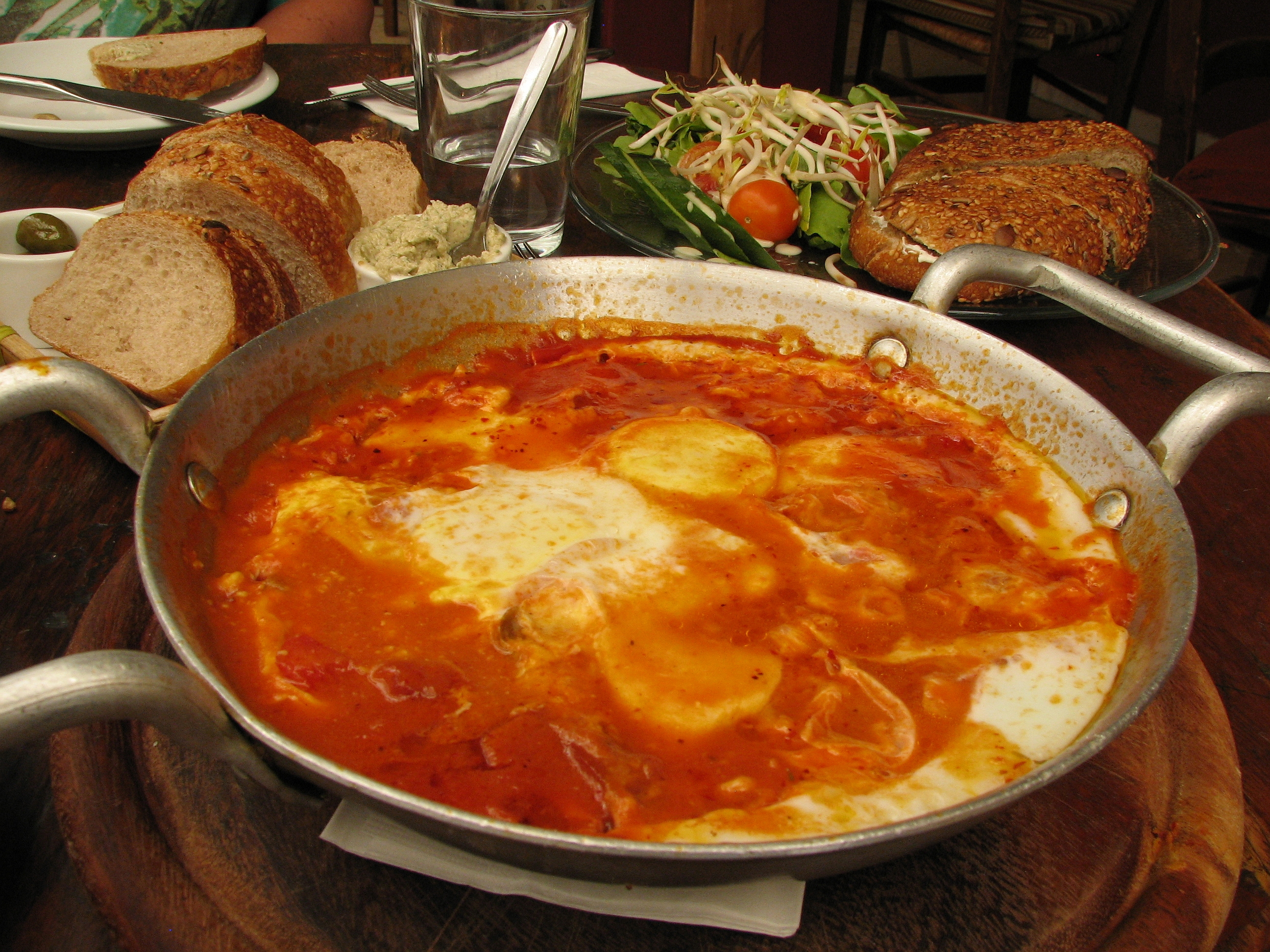
鍋に分けられたシャクシューカ

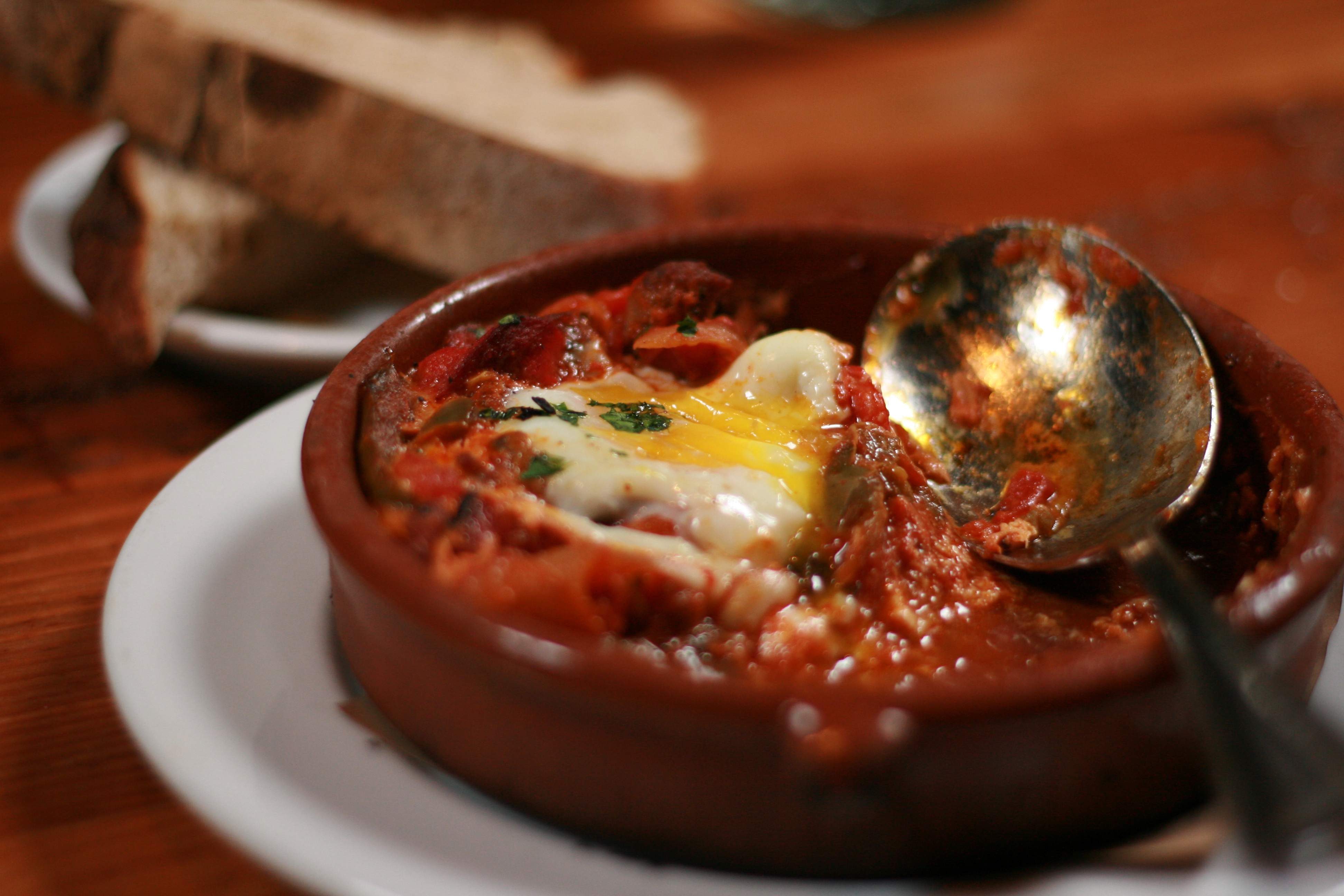
一盛のシャクシューカ

シャクシューカ（アラビア語: شكشوكة）は、トマトソースの上に鶏卵を割り落とし、焼いた料理。北アフリカを中心とする中近東でよく食される。シャクシュカとも呼ばれている。
エジプトでは挽肉を入れてオーブンで焼いたものが多い。トルコにはメネメンというよく似た料理がある。
イタリアでは煉獄のたまご（Uovo in purgatorio）として食べられている。スペインではフラメンカエッグと呼ばれ食べられている。